# Drobnołuszczak czarnożyłkowy

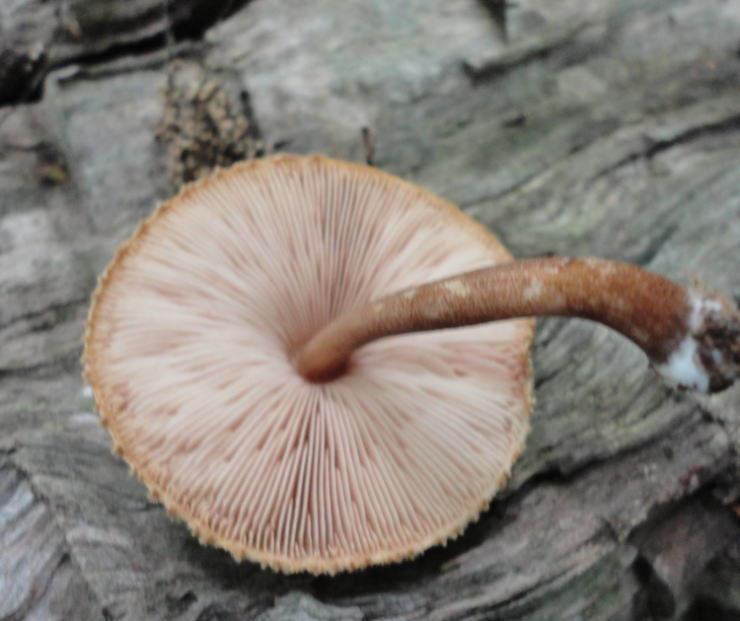

Drobnołuszczak czarnożyłkowy (Pluteus umbrosus (Pers.) P. Kumm.) – gatunek grzybów należący do rodziny łuskowcowatych (Pluteaceae).

## Systematyka i nazewnictwo
Pozycja w klasyfikacji według Index Fungorum: Pluteus, Pluteaceae, Agaricales, Agaricomycetidae, Agaricomycetes, Agaricomycotina, Basidiomycota, Fungi.
Gatunek ten po raz pierwszy opisał w 1798 r. Christiaan Hendrik Persoon nadając mu nazwę Agaricus umbrosus. Obecną, uznaną przez Index Fungorum nazwę nadał mu w 1871 r. Paul Kummer.
Synonimy:
- Agaricus umbrosus Pers. 1798
- Pluteus cervinus ** umbrosus (Pers.) P. Karst. 1879
- Pluteus cervinus var. umbrosus (Pers.) J.E. Lange 1938
- Pluteus umbrosus f. albus (Vellinga) Lécuru 2019
- Pluteus umbrosus var. albus Vellinga 1985

Franciszek Błoński opisał go w 1889 r. pod nazwą rumieniak cienisty, Alina Skirgiełło w 1999 r. jako łuskowiec cienisty, a Władysław Wojewoda w 2003 r. zaproponował nazwę drobnołuszczak czarnożyłkowy.

## Morfologia
Kapelusz
Średnica 3–10 cm, u młodych okazów stożkowaty lub półkulisty, z wiekiem rozpościerający się, w stanie dojrzałym płaski z szerokim garbem. Powierzchnia na środku ciemnobrązowa, przy brzegu jaśniejsza, często promieniście żyłkowana. Na szczycie pokryta jest sterczącymi łuseczkami, które w kierunku do brzegu stają się coraz bardziej przylegające. Brzeg często płony.
Blaszki
Wolne, dość gęste, nieznacznie brzuchate, o szerokości do 7 mm, początkowo białe, potem różowawe z bardzo drobnymi brązowymi plamkami. Ostrza ciemnobrązowe, kosmkowate.
Trzon
Wysokość 3–10 cm, grubość do 0,2–1 cm, walcowaty, przy podstawie nieznacznie zgrubiały, początkowo pełny, potem pusty. Powierzchnia początkowo biała. Potem jasnobeżowa, pokryta brązowymi włókienkami i łuseczkami. Pierścienia brak.
Miąższ
Wstanie suchym biały, w stanie wilgotnym brązowoszarawy, w podstawie trzonu żółtobrązowy. Zapach słaby, nieprzyjemny, amoniakalny, smak niewyraźny, nieco rzodkwiowaty.
Cechy mikroskopowe
Wysyp zarodników różowobrązowy. Zarodniki 5–7 × 4–5 µm, szeroko elipsoidalne, elipsoidalne lub kuliste, czasami nieco butelkowate. Cheilocystydy o wymiarach 25–75 × 10–25 µm, liczne, zazwyczaj zawierające wewnątrz brązowy pigment. Pleurocystyd 45–80 × 13–24 µm, szeroko workowate, z szarobrązową zawartością, czasami z brązowym pigmentem Strzępki w skórce kapelusza mają szczytowe elementy maczugowate lub wrzecionowate, o okrągłych końcach. Zawierają brązowy pigment i są rzadko septowane. Na trzonie występują kępki kaulocystyd.

## Występowanie
Opisano występowanie tego gatunku w Ameryce Północnej i Południowej, Europie, Azji i na Nowej Zelandii. W. Wojewoda w zestawieniu grzybów wielkoowocnikowych Polski w 2003 r. podał wiele stanowiska z uwagą, że jego rozprzestrzenienie w Polsce i stopień zagrożenia nie są znane. Bardziej aktualne stanowiska podaje internetowy atlas grzybów. Drobnołuszczak czarnożyłkowy jest w nim zaliczony do gatunków rzadkich i wartych objęcia ochroną.
Grzyb saprotroficzny. Występuje w lasach, zaroślach i parkach na martwym drewnie drzew liściastych i iglastych. Owocniki od maja do października na pniakach i próchniejących pniach drzew.

## Gatunki podobne
Drobnołuszczak czarnoostrzowy (Pluteus atromarginatus) również ma ciemne ostrza blaszek,  ale jego cheilocystydy są grubościenne i na końcach posiadają haki. Brązowe ostrza blaszek ma jeszcze drobnołuszczak brązowoostrzowy (Pluteus luctuosus), ale ma trzon z cystydami w łuseczkach trzonowych, zarodniki nieco większe i cheilocystydy bez haków.